# فلويد مارتن
فلويد مارتن هو لاعب هوكي الجليد كندي، ولد في 26 يونيو 1929 في أونتاريو في كندا.

## وصلات خارجية
- فلويد مارتن على موقع EliteProspects.com (الإنجليزية)
- فلويد مارتن على موقع HockeyDB.com (الإنجليزية)
- فلويد مارتن على موقع أوليمبيديا (الإنجليزية)